# 福岡県道753号一丁田久留米停車場線
福岡県道753号一丁田久留米停車場線（ふくおかけんどう753ごう いっちょうだくるめていしゃじょうせん）は、福岡県久留米市を通る一般県道である。

## 概要
久留米市諏訪野町から久留米市城南町に至る。本町交差点 - 縄手交差点間は国道264号の旧道。
久留米市中心部にも程近く、渋滞が多発しやすい。全線片側1車線（一部区間は片側2車線）である。

### 路線データ
- 起点：福岡県久留米市諏訪野町（諏訪野町一丁田交差点、国道3号交点、福岡県道752号藤山国分一丁田線終点）
- 終点：福岡県久留米市城南町（JR久留米駅東口交差点、福岡県道46号久留米停車場線起点）

## 歴史
- 2013年（平成25年）3月29日 - 福岡県告示第514号により、本町交差点 - 縄手交差点間の国道264号指定が解除されたことに伴い、同区間が本路線の単独区間となる[1]。

## 路線状況

### 別名
- 一丁目通り（久留米市）
- 小頭通り（久留米市）
- 明治通り（久留米市）

### 道路施設

#### 橋梁
- 縄手橋（池町川、久留米市）

## 地理

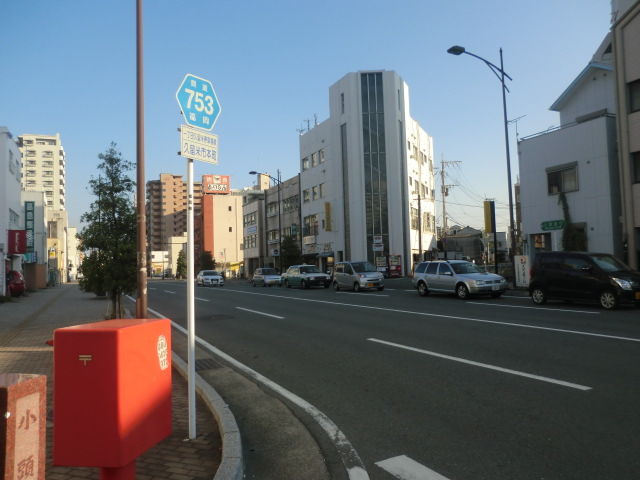
福岡県久留米市
本町交差点

### 通過する自治体
- 久留米市

### 交差する道路
| 交差する道路                                         | 交差する場所 | 交差する場所                |
| ---------------------------------------------------- | ------------ | --------------------------- |
| 国道3号 国道325号 重複 福岡県道752号藤山国分一丁田線 | 諏訪野町     | 諏訪野町一丁田交差点 / 起点 |
| 福岡県道758号藤田日吉町線                            | 花畑2丁目    | 花畑交差点                  |
| 国道209号                                            | 小頭町       | 小頭町交差点                |
| 国道264号 福岡県道23号久留米柳川線                   | 本町         | 本町交差点                  |
| 福岡県道46号久留米停車場線                           | 城南町       | JR久留米駅東口交差点 / 終点 |

### 交差する鉄道
- 西鉄天神大牟田線

### 沿線
- 西鉄天神大牟田線 花畑駅
- 小頭町公園
- JR九州鹿児島本線・久大本線・九州新幹線 久留米駅